# Sebastian Jaranowski
Sebastian Jaranowski (Jarnowski) herbu Topór (zm. w 1695 roku) – podkomorzy brzeskokujawski w latach 1680–1694, sędzia brzeskokujawski w latach 1676–1680, podsędek brzeskokujawski w latach 1662–1676.
Poseł województw kujawskich do króla w 1670 roku, kwietniu 1672 roku, 1689 roku. 
Poseł na sejm konwokacyjny 1668 roku z województwa brzeskokujawskiego. Poseł na sejm nadzwyczajny 1670 roku z województwa brzeskokujawskiego. Członek konfederacji województw kujawskich w 1670 roku. Jako poseł na sejm konwokacyjny 1674 roku z województwa inowrocławskiego był członkiem konfederacji generalnej zawiązanej 15 stycznia 1674 roku na tym sejmie. W 1674 roku jako deputat do pacta conventa był elektorem Jana III Sobieskiego z województwa inowrocławskiego. Poseł sejmiku radziejowskiego województw brzeskokujawskiego i inowrocławskiego na sejm koronacyjny 1676 roku. Poseł na sejm 1681 roku, poseł sejmiku radziejowskiego na sejm 1683 roku, sejm 1685 roku, sejm 1690 roku.